# Centre-ville de Dijon
Le Centre historique de Dijon ou Centre-ville est le cœur de la ville de Dijon. Ce centre (ou « hypercentre ») historique, est délimité par les boulevards de style « haussmannien » reliant les six places principales (place Darcy, place Saint-Bernard, place de la République, place du Trente-Octobre, place Wilson et place du Premier-Mai), et les autres quartiers de la ville. Seul le centre est secteur sauvegardé.
L'hypercentre de Dijon, peuplé d'environ 20 500 habitants, est inscrit depuis le 4 juillet 2015 au patrimoine mondial de l'UNESCO.

## Description
Le secteur nord du centre-ville est composé au sud d'une partie du secteur sauvegardé qui conserve la trace du prestigieux passé de Dijon. Dans cette partie de la ville sont regroupés de très nombreux équipements : le lycée Carnot, le conseil régional, le conseil général, la préfecture, la mairie. Les halles et leurs abords ont été récemment réaménagés et offrent un cadre de qualité au marché, mais aussi aux nombreuses activités économiques de l'hypercentre.
Le secteur sud du centre-ville, qui est également secteur sauvegardé, constitue l'hypercentre de Dijon où sont concentrés de très nombreux commerces, services et emplois. Au centre du périmètre, on devine encore les traces du castrum.
La partie Est, plus récente, s'est développée au XIXe siècle lors du débastionnement (boulevard Carnot). Plusieurs monuments historiques ont, au cours de ce siècle, été réaffectés et sont devenus le siège d'administrations (Palais des Etats : mairie, Musée des beaux-arts de Dijon, l'Église Saint-Étienne de Dijon: Cci, cité Dampierre, etc).

## Galerie

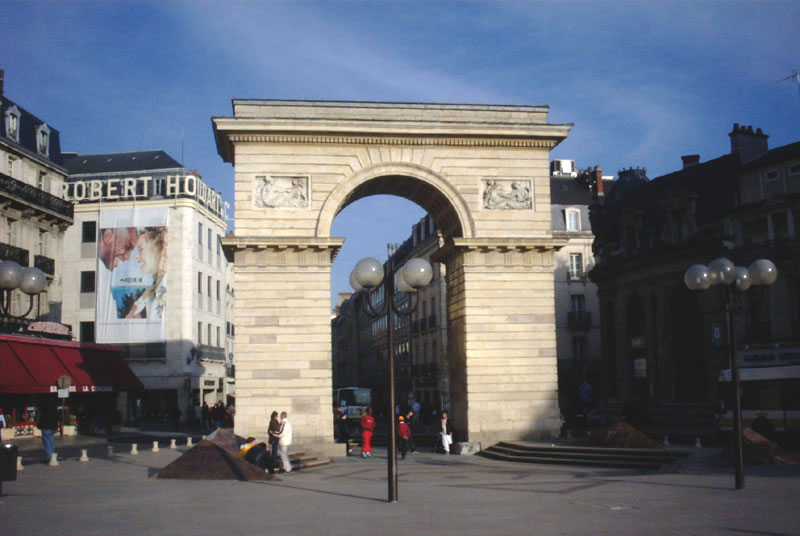
La porte Guillaume.
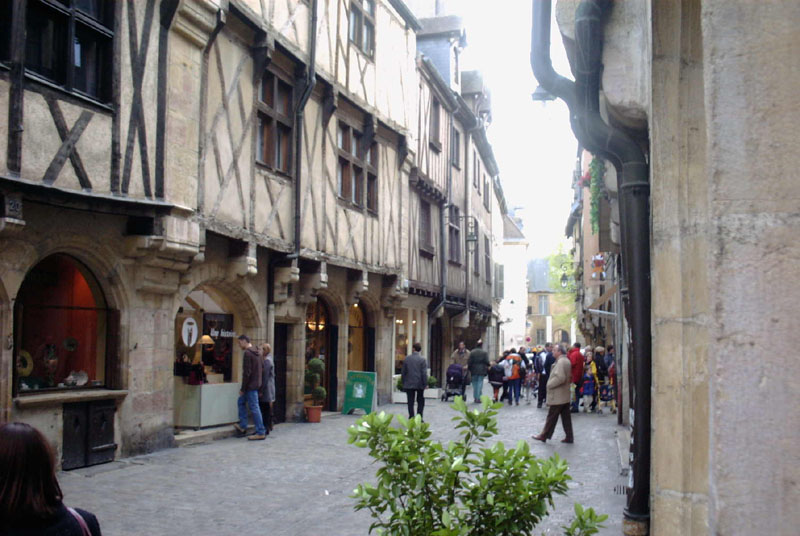
Vieille rue à Dijon.
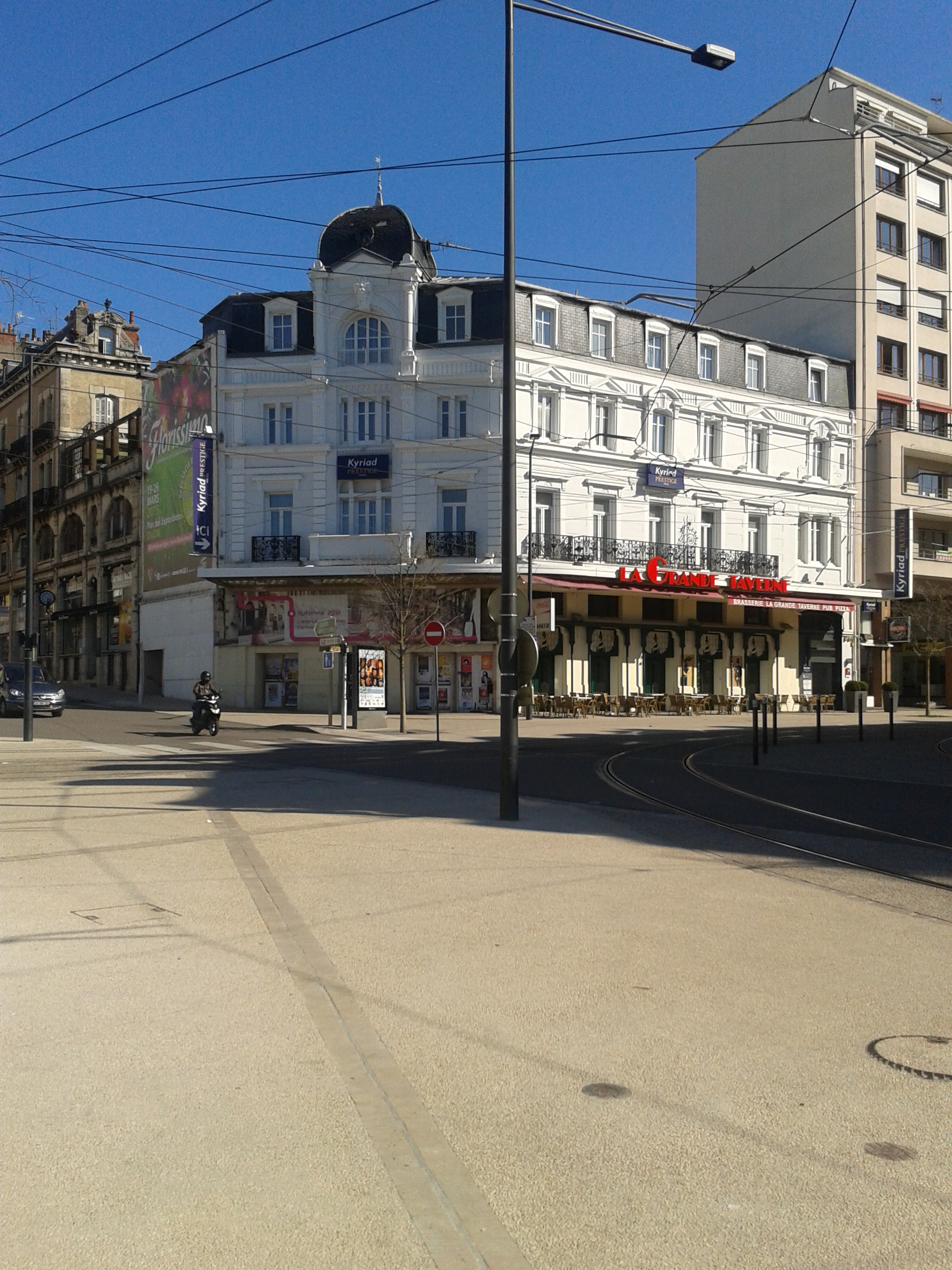
Façade de l'hôtel Kyriad Prestige Centre Dijon.
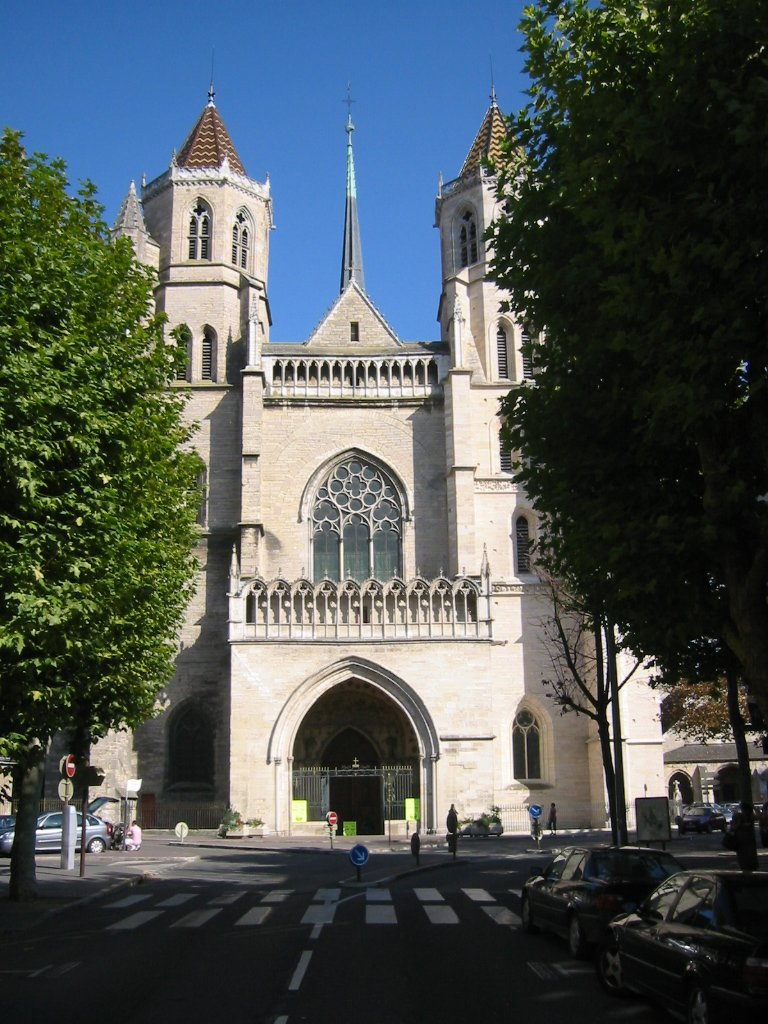
Cathédrale Saint-Bénigne de Dijon.
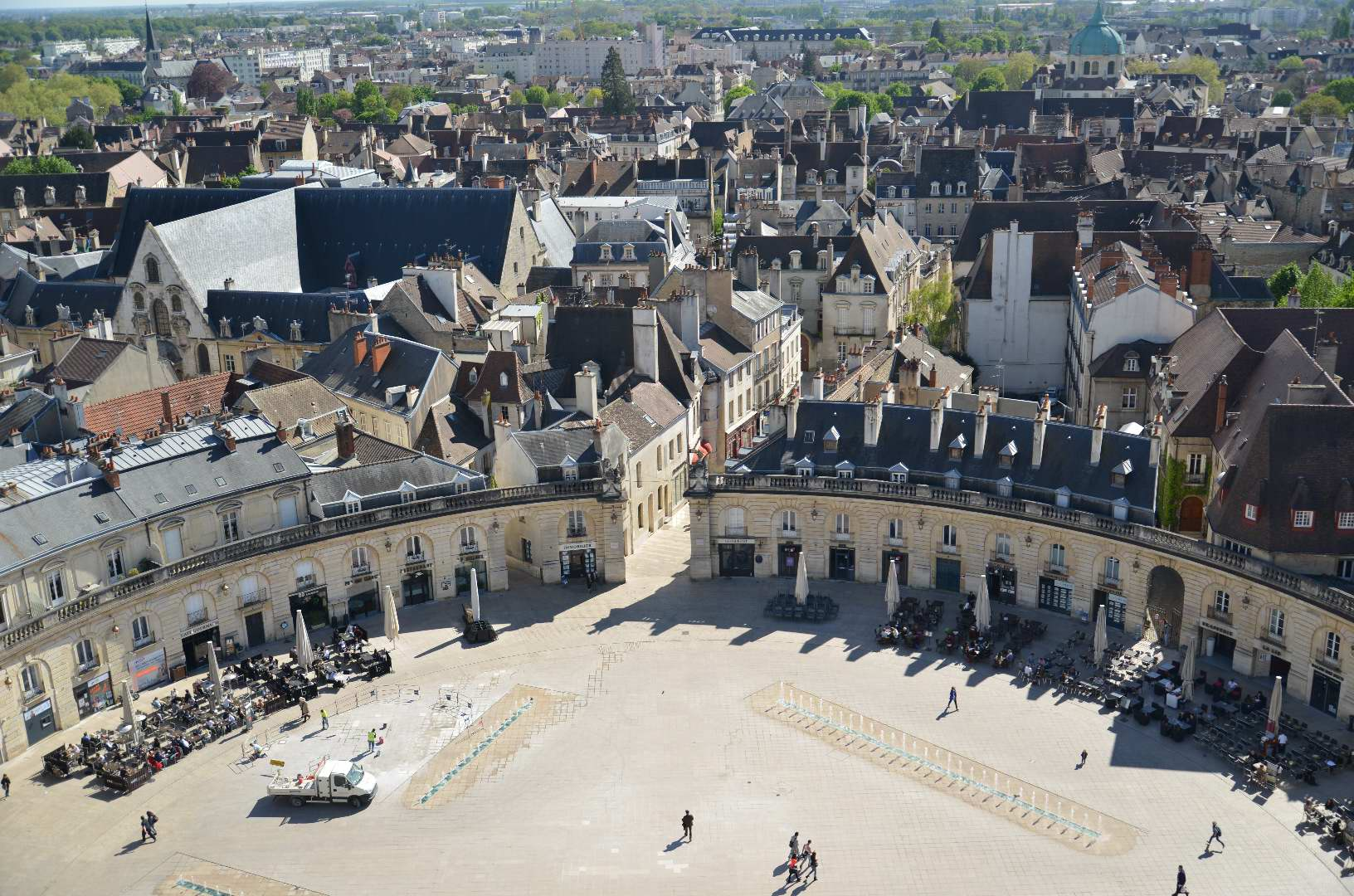
Place de la Libération.